# 田上 (小惑星)
田上（たなかみ、9032 Tanakami）は小惑星帯に位置する小惑星である。高知県芸西村の芸西観測所で関勉が発見した。
日本最大の隕鉄である田上隕石が発見された滋賀県大津市の田上山から命名された。なお大津市田上は天文学者山本一清の生地でもある。